# 간이식

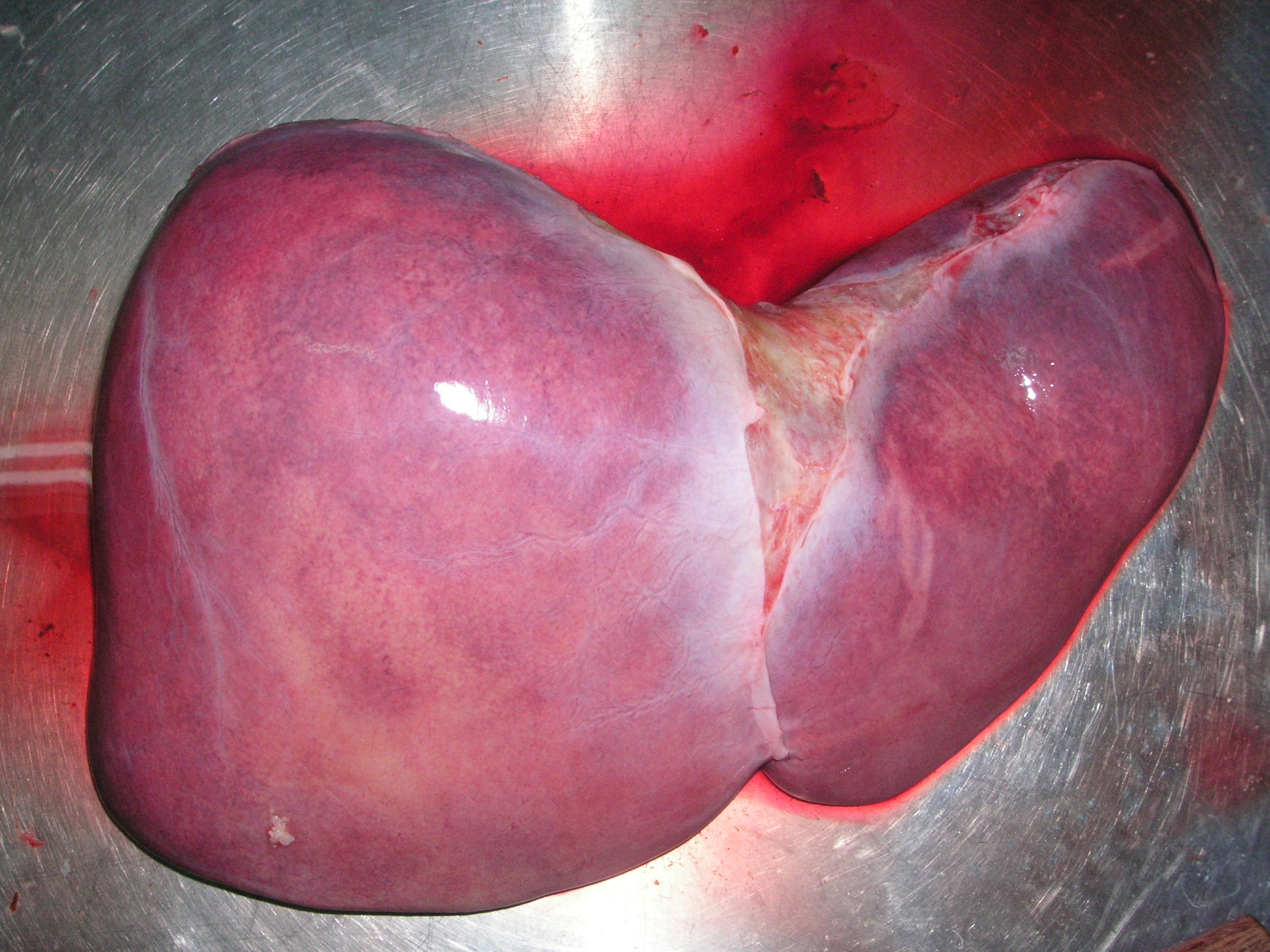
제거된 건강한 인간의 간

간이식(肝移植, 영어: liver transplantation)은 질병에 걸린 간을 다른 사람의 건강한 간으로 교체(타가이식술)하는 행위이다. 간이식은 간경화증, 급성 간부전의 치료 옵션이지만 기부자 장기를 이용할 수 있는지가 주된 제약사항이다. 간이식은 철저한 규제를 받으며 고도로 훈련된 이식전문의와 지원팀이 있는, 전문이식의료센터에서만 수술이 진행된다. 수술 시간은 4~18시간 사이이다.

## 사회와 문화

### 간이식을 받은 유명인사
- 에리크 아비달
- 그렉 올맨
- 조지 베스트
- 잭 브루스
- 데이비드 크로스비
- 셸리 페브레이
- 래리 해그먼
- 스티브 잡스
- 스티브 잡스
- 린다 러브레이스
- 미키 맨틀
- 짐 네이버스
- 존 필립스 (음악가)
- 루 리드